# Mariä Himmelfahrt (Irlbach)

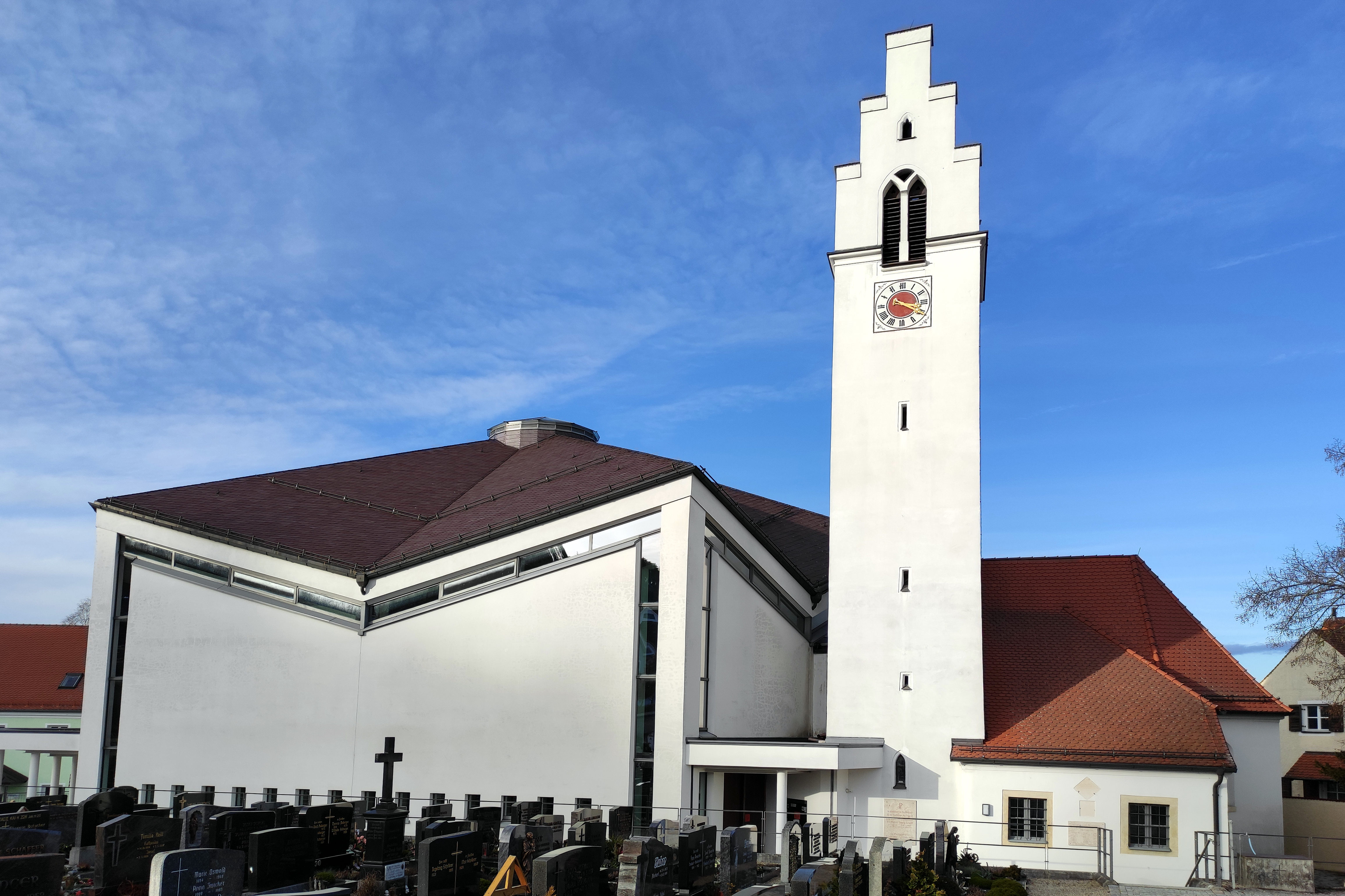
Mariä Himmelfahrt (Irlbach)

Die römisch-katholische, denkmalgeschützte Pfarrkirche Mariä Himmelfahrt steht im Pfarrdorf Irlbach, einem Gemeindeteil von Wenzenbach im Landkreis Regensburg der Oberpfalz. Sie ist dem Bistum Regensburg zugeordnet. Das Bauwerk ist unter der Denkmalnummer D-3-75-208-14 als Baudenkmal in die Bayerische Denkmalliste eingetragen.

## Beschreibung
Vom romanischen Vorgängerbau wurde in den Jahren 2003 bis 2006 das Langhaus abgebrochen und an seiner Stelle ein fünfeckiger Zentralbau errichtet. Der eingezogene Chor mit Fünfachtelschluss im Osten und der Chorflankenturm an seiner Südwand wurden beim Bau des Zentralbaus beibehalten, ferner der Chorbogen. Der Zentralbau wurde mit einem Faltdach bedeckt, der Chorflankenturm mit einem Satteldach zwischen Staffelgiebeln. Die romanische Kirchenausstattung wurde weitgehend entfernt, die 1960 von Friedrich Meier gebaute Orgel blieb erhalten.